# 角館町
角館町（かくのだてまち）は、かつて秋田県の仙北郡に置かれていた町。2005年（平成17年）9月に田沢湖町、西木村と合併し仙北市となって消滅した。なお、角館町は仙北市角館町として合併後も地名が残っている。

## 地理
- 山 : 羽後朝日岳
- 河川 : 桧木内川、玉川、入見内川

### 隣接していた自治体
- 大仙市
- 仙北郡田沢湖町、西木村
- 岩手県和賀郡沢内村

## 歴史
- 平安時代 - 出羽国山本郡鎰刀郷として成立。
- 1889年（明治22年）4月1日 – 町村制施行に伴い、仙北郡角館町[1]、中川村、雲沢村、白岩村が発足した。
- 1955年（昭和30年）3月31日 – 仙北郡角館町・中川村・雲沢村・白岩村が合併し、仙北郡角館町が発足した。
- 1972年（昭和47年）7月8日 – 昭和47年7月豪雨で桧木内川が増水。秋田県道250号日三市角館線の鵜ノ崎橋が流失するなどの被害[2]。
- 2005年（平成17年）9月20日 – 平成の大合併で田沢湖町・西木村と合併して、仙北市となったため消滅した。

## 地域

### 教育
小学校
- 角館町立角館東小学校
- 角館町立角館西小学校
- 角館町立白岩小学校
- 角館町立中川小学校
- 角館町立西長野小学校

中学校
- 角館町立角館中学校

高等学校
- 秋田県立角館高等学校
- 秋田県立角館南高等学校

### 医療
- 公立角館総合病院（救急告示病院）

## 姉妹都市・提携都市
- 長崎県大村市
1979年（昭和54年）7月18日姉妹都市提携
- 香川県さぬき市
1996年（平成8年）9月28日に旧・志度町と友好都市提携
- 山形県新庄市
1996年（平成8年）7月27日災害時防災協定締結
- 茨城県高萩市
1996年（平成8年）7月27日災害時防災協定締結
- 茨城県常陸太田市
1998年（平成10年）11月21日に旧・金砂郷町と有縁友好交流締結

## 交通

### 鉄道
- 東日本旅客鉄道
  - 秋田新幹線：角館駅
  - 田沢湖線：角館駅
- 秋田内陸縦貫鉄道
  - 秋田内陸線：角館駅

### バス
- 羽後交通角館営業所
- 角館町営バス

### 道路
- 一般国道
  - 国道46号
  - 国道105号
  - 国道341号

- 主要地方道
  - 秋田県道10号本荘西仙北角館線
  - 秋田県道50号大曲田沢湖線

- 都道府県道
  - 秋田県道250号日三市角館線
  - 秋田県道253号角館長野線
  - 秋田県道257号広久内角館停車場線
  - 秋田県道258号白岩角館線

## 名所・旧跡・観光スポット・祭事・催事

### 町のシンボル
- みちのくの小京都
- 侍屋敷と枝垂れ桜
- 桜並木

### 観光地

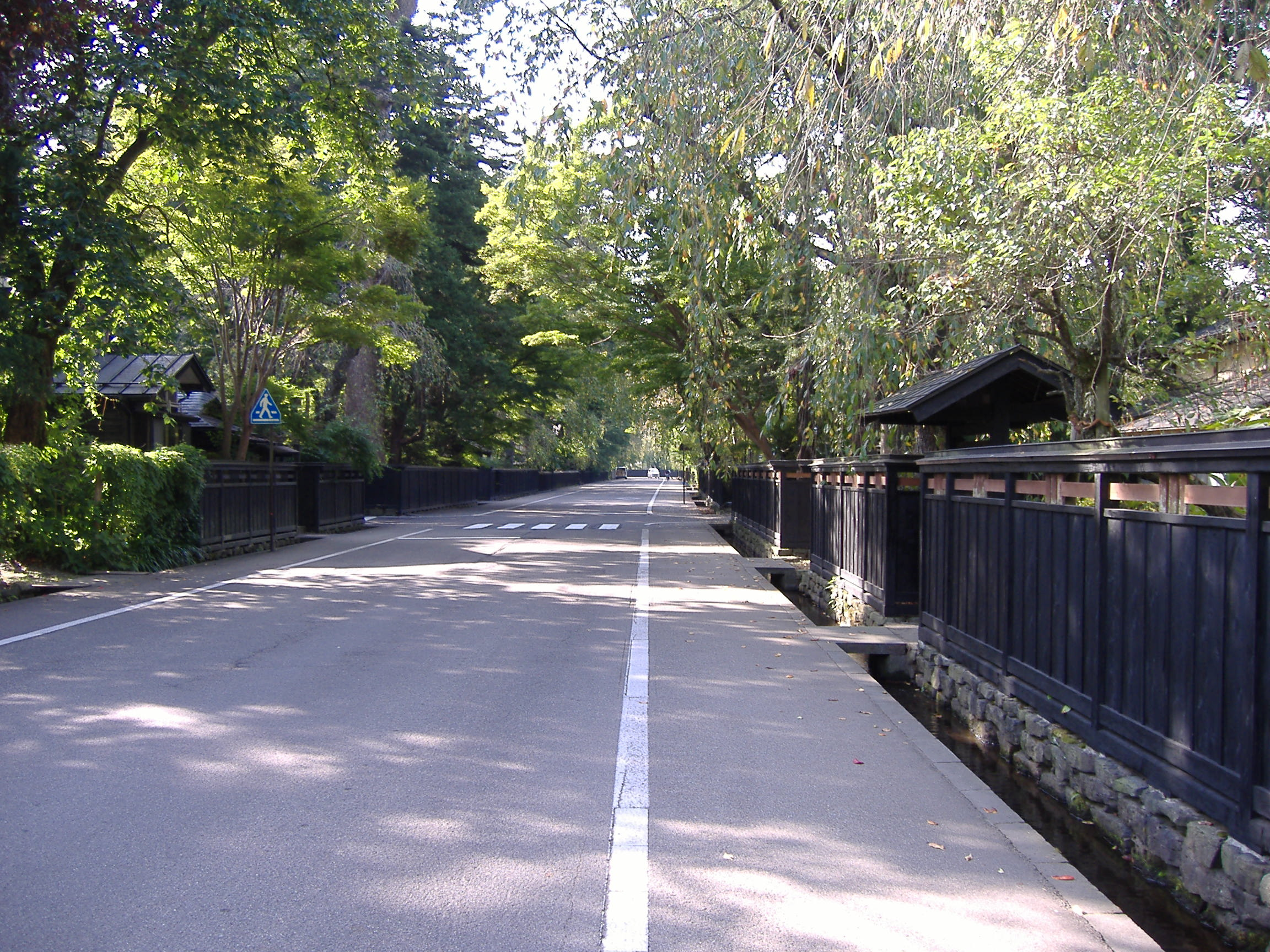
武家屋敷通り

- 角館伝統的建造物群保存地区
- 武家屋敷通り
- かくのだて温泉（日帰り温泉施設）
- 花葉館（かようかん/宿泊と温泉施設）
- 安藤醸造元（味噌・しょうゆ販売）
安藤醸造元北浦本館（味噌・しょうゆ・しょうゆソフト販売）
- 檜木内川堤
- 白岩焼和兵衛窯（白岩焼窯元、展示販売）
- 常光院（佐竹北家菩提寺）、天寧寺（蘆名家菩提寺）、學法寺（二階堂家菩提寺）
- 大威徳山神社（大威徳明王を祀る）

## 出身有名人
- 下田菊太郎（建築家）
- 塩野米松（作家）
- 矢野立美（作曲家）
- 草薙良一（俳優・演出家）
- 佐竹敬久（元・秋田市長）
- 藤あや子（歌手）
- ha-j（作曲家・編曲家・ミュージシャン）
- 山谷初男（俳優）
- 田口掬汀（小説家・中央美術』の創刊）
- 田口省吾（画家・田口掬汀の子）
- 田口秋魚（画家）
- 円谷弘 （社会学者・日本大学初代理事長）
- 佐藤義亮（新潮社創業者）
- 小玉暁村（民謡の調査研究と紹介）
- 平福穂庵（近代日本画の先駆者）
- 平福百穂（独創の近代日本画家）
- 小田野直武（『解体新書』挿図）
- 富木謙治（合気道）
- 白岩政寿（大相撲力士）
- 渡辺豊和（建築家）

## 縁のある人物
- 柴田十郎（元・町長）
- 及位ヤヱ（女性パイロット、婦人航空協会理事長）